# Human Proteome Folding Project
El Human Proteome Folding Project (HPF, «Projecte de Plegament del Proteoma Humà») és un projecte col·laboratiu de la Universitat de Nova York (Laboratori Bonneau), l'Institute for Systems Biology (ISB) i la Universitat de Washington (Laboratori Baker), que utilitza el programari Rosetta desenvolupat per Rosetta Commons.
El projecte HPF es troba actualment a la Fase 2, que funciona exclusivament a la World Community Grid. La Fase 1 funcionava a dues xarxes de computació distribuïda: la World Community Grid, una iniciativa filantròpica d'IBM i la grid.org de United Devices.
L'Institute for Systems Biology dissenyà el Human Proteome Folding Project per a la World Community Grid i n'utilitzarà els resultats en els seus programes de recerca.

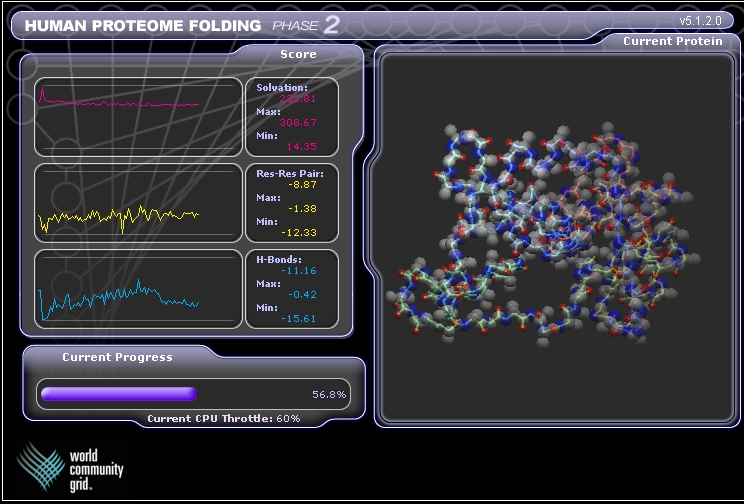
Estalvi de pantalla de la WCG, Fase 2 del Human Proteome Folding Project, funcionant amb programari de client de UD

## Estatus actual del projecte
La Fase 1 de l'HPF feia servir el programari Rosetta v4.2x sobre el genoma humà i 89 d'altres, i entrà en funcionament al novembre del 2004. La Fase 1 s'acabà al juliol del 2006. La Fase 2 (HPF2) fa servir el programari v4.8x en mode d'alta resolució («refinament d'àtom complet») i es concentra en els biomarcadors de càncer (proteïnes que apareixen en quantitats molt elevades en teixits cancerosos), les proteïnes secretades pels humans i la malària.